# Conus gladiator
Espèce
Statut de conservation UICN

 LC  : Préoccupation mineure
Conus gladiator est une espèce de mollusques gastéropodes marins de la famille des Conidae.
Comme toutes les espèces du genre Conus, ces escargots sont prédateurs et venimeux. Ils sont capables de « piquer » les humains et doivent donc être manipulés avec précaution, voire pas du tout.

## Description
La taille d'une coquille adulte varie entre 26 mm et 48 mm. La spire est plutôt déprimée, tuberculée et striée. La couleur de la coquille est brun chocolat, panachée de blanc, disposée en stries longitudinales, avec une bande blanche irrégulière, et des lignes tournantes plus ou moins distinctes de brun plus foncé. L'intérieur est blanc ou teinté de chocolat. L'Epiderme (zoologie)|épiderme est fibreux.

## Distribution
Cette espèce est présente dans l'océan Pacifique au large des îles Galápagos et du Golfe de Californie au Pérou.

### Niveau de risque d’extinction de l’espèce
Selon l'analyse de l'UICN réalisée en 2011 pour la définition du niveau de risque d'extinction, cette espèce est présente au large de la côte pacifique de la Baja California, Mexique, jusqu'au nord du Pérou. On la trouve également dans les îles Galápagos, les îles Revillagigedo, l'île Clipperton et les îles Cocos (Tenorio et al. 2012). Cette espèce a une large aire de répartition et ne présente aucune menace connue. Cette espèce est classée dans la catégorie " préoccupation mineure ".

## Taxonomie

### Publication originale
L'espèce Conus gladiator a été décrite pour la première fois en 1833 par le naturaliste britannique William John Broderip (1789-1859) dans la publication intitulée « Proceedings of the Zoological Society of London »,.

### Synonymes
- Conus (Monteiroconus) gladiator Broderip, 1833 · appellation alternative
- Conus cibielii Kiener, 1849 · non accepté
- Conus evelynae G. B. Sowerby III, 1882 · non accepté
- Conus gloynei G. B. Sowerby III, 1881 · non accepté
- Gladioconus gladiator (Broderip, 1833) · non accepté

## Identifiants taxonomiques
- Ressources relatives au vivant :   - Global Biodiversity Information Facility
  - iNaturalist
  - Interim Register of Marine and Nonmarine Genera
  - SeaLifeBase
  - Système d'information taxonomique intégré
  - Union internationale pour la conservation de la nature
  - World Register of Marine Species

Chaque taxon catalogué par les bases de données biologiques et taxonomiques possède un identifiant qui permet d'établir un point de référence. Les identifiants de Conus gladiator dans les principales bases sont les suivants :
CoL : XXGS - GBIF : 5193140 - iNaturalist : 328680 - IRMNG : 11101799 - SeaLifeBase : 75349 - TAXREF : 6339 - UICN : 192345 - WoRMS : 428134 - ZOBODAT : 120392